# 9063 Washi
9063 Washi (1992 YS) là một tiểu hành tinh vành đai chính được phát hiện ngày 17 tháng 12 năm 1992 bởi T. Seki ở Geisei.